# Château d'Esneval
Pour les articles homonymes, voir Esneval.
Le château d'Esneval est une demeure reconstruite au XVe siècle qui se dresse sur le territoire de la commune française de Pavilly, dans le département de la Seine-Maritime, en région Normandie.
Le château, propriété privée non ouverte à la visite, est partiellement classé aux monuments historiques.

## Localisation
Le château d'Esneval est situé sur une terrasse dominant le cours de l'Austreberthe anciennement de l'Esne, dont l'édifice tire son nom, dans la commune de Pavilly, dans le département français de la Seine-Maritime.

## Historique
Le château est reconstruit au XVe siècle par Jeanne d'Esneval et Robert de Dreux, vidame de Normandie. Il passe par alliance aux Prunelé, puis aux Tournebu.
En 1644, la seigneurie échoit à Claude Le Roux, baron d'Acquigny, puis de père en fils à Robert Le Roux, et Anne Claude Robert Le Roux, président à mortier au Parlement de Normandie.
Vers 1765, le président d'Esneval, Esprit-Robert-Marie Le Roux, fait transformer le château en l'agrandissant d'ailes latérales et ajoute une grande chapelle.
Au XIXe siècle, le château est la possession des Bezuel d'Esneval, et en 1987, il était la propriété de la princesse Raoul de Broglie, née d'Auray de Saint-Pois.

## Protection
La chapelle, le corps de bâtiment attenant au nord, à savoir : façades et toitures, logettes sur trois niveaux et escalier d'accès attenant, pièce lambrissée sont classés au titre des monuments historiques par arrêté du 2 mars 1970.